# Pavetta burttii
Pavetta burttii är en måreväxtart som beskrevs av Cornelis Eliza Bertus Bremekamp. Pavetta burttii ingår i släktet Pavetta och familjen måreväxter. Inga underarter finns listade i Catalogue of Life.